# Reflex (гурт)
«Reflex» — російський поп-гурт.

## Дискографія
- «Встречай новый день» (2001)
- «Сойти с ума» (2002)
- «Я тебя всегда буду ждать» (2002)
- «Это Любовь» (2002)
- «Non stop» (2003)
- «Лирика. Люблю» (2005)
- «Пульс» (2005)
- «Гарем» (2006)